# Борго Сант'Агата (Империја)
Борго Сант'Агата је насеље у Италији у округу Империја, региону Лигурија.
Према процени из 2011. у насељу је живело 624 становника. Насеље се налази на надморској висини од 321 м.